# Милвил (Њу Џерзи)
Милвил (енгл. Millville) град је у америчкој савезној држави Њу Џерзи. По попису становништва из 2010. у њему је живело 28.400 становника.

## Демографија
Према попису становништва из 2010. у граду је живело 28.400 становника, што је 1.553 (5,8%) становника више него 2000. године.
| Група             | 2000.          | 2010.          |
| Белци             | 19.215 (71,6%) | 17.720 (62,4%) |
| Афроамериканци    | 4.025 (15,0%)  | 5.631 (19,8%)  |
| Азијати           | 216 (0,8%)     | 338 (1,2%)     |
| Хиспаноамериканци | 2.998 (11,2%)  | 4.239 (14,9%)  |
| Укупно            | 26.847         | 28.400         |